# Hadronemisca
Hadronemisca is een geslacht van wantsen uit de familie van de Miridae (Blindwantsen). Het geslacht werd voor het eerst wetenschappelijk beschreven door José Cândido de Melo Carvalho in 1973.

## Soorten
Het genus bevat de volgende soorten:

- Hadronemisca corcovadensis (Carvalho & Gomes, 1970)
- Hadronemisca matogrossensis Carvalho, 1973